# Samernas nationaldag

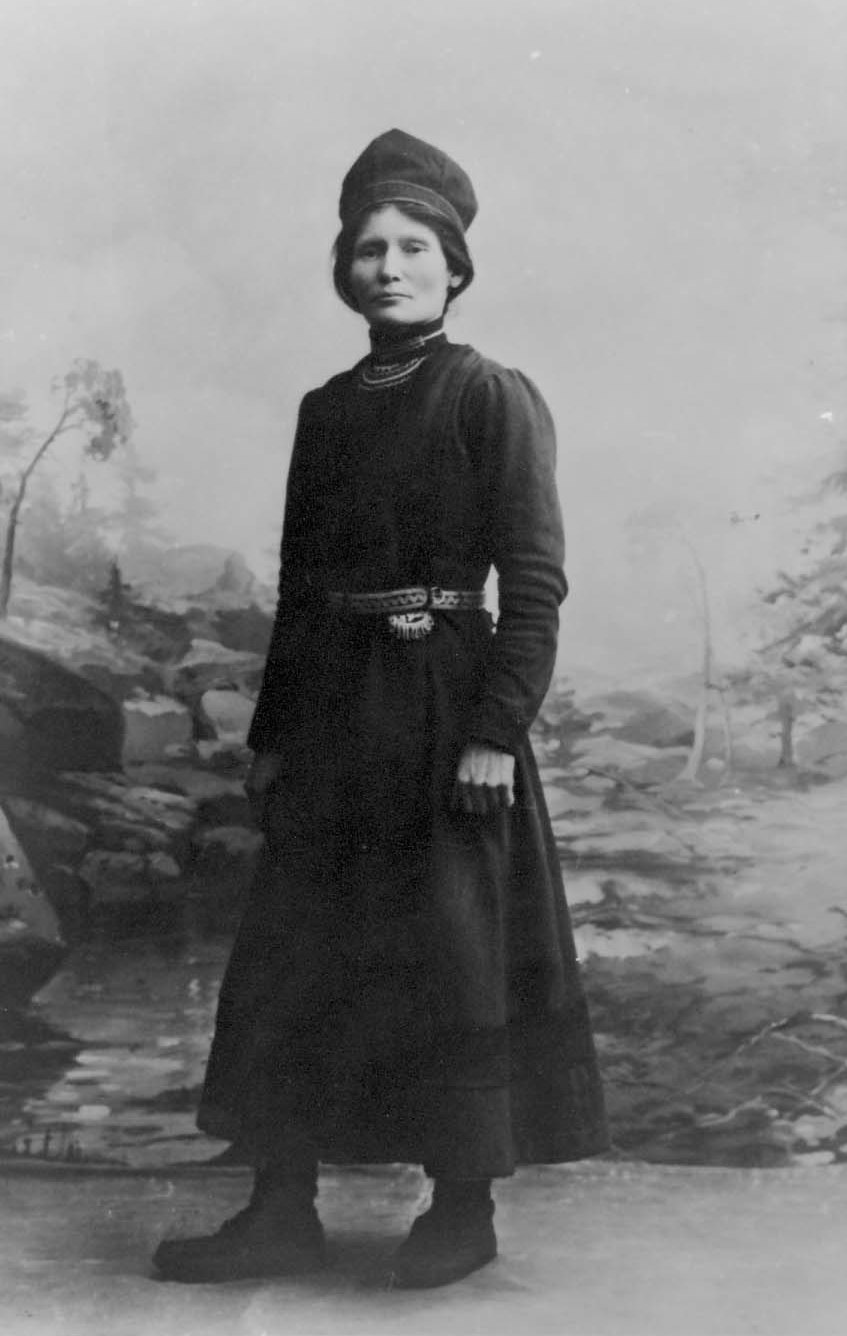
Elsa Laula Renberg, samisk aktivist och politiker, en av drivkrafterna bakom den samiska kongressen i Trondheim 1917.

Samernas nationaldag firas sedan 1992 den 6 februari för att högtidlighålla minnet av den första samiska kongressen som ägde rum denna dag 1917 i Trondheim. Beslutet om samernas nationaldag fattades på den 15:e samiska konferensen i Helsingfors. Samernas nationaldag firas i hela Sápmi. Den 6 februari är en flaggdag och i Sverige flaggar många kommuner i de samiska områdena med både den samiska och den svenska flaggan. I Norge utlystes dagen till allmän flaggdag inför 2004.
Samekonferensens beslut 1992 var formulerat på nordsamiska och innehöll begreppet "sámi álbmotbeaivi", som översatt till svenska blir "samernas nationaldag". Dagen firades första gången 1993.
Samernas nationaldag är till för alla samer, oavsett var de bor och på den dagen ska den samiska flaggan hissas och Sámi soga lávlla (Samefolkets sång) sjungas på samiska. Samernas nationaldag kan firas med tårta och jojk. Sökmotorn Google uppmärksammade 2010 samernas nationaldag genom att ha ett samiskt tema på sin logotyp.

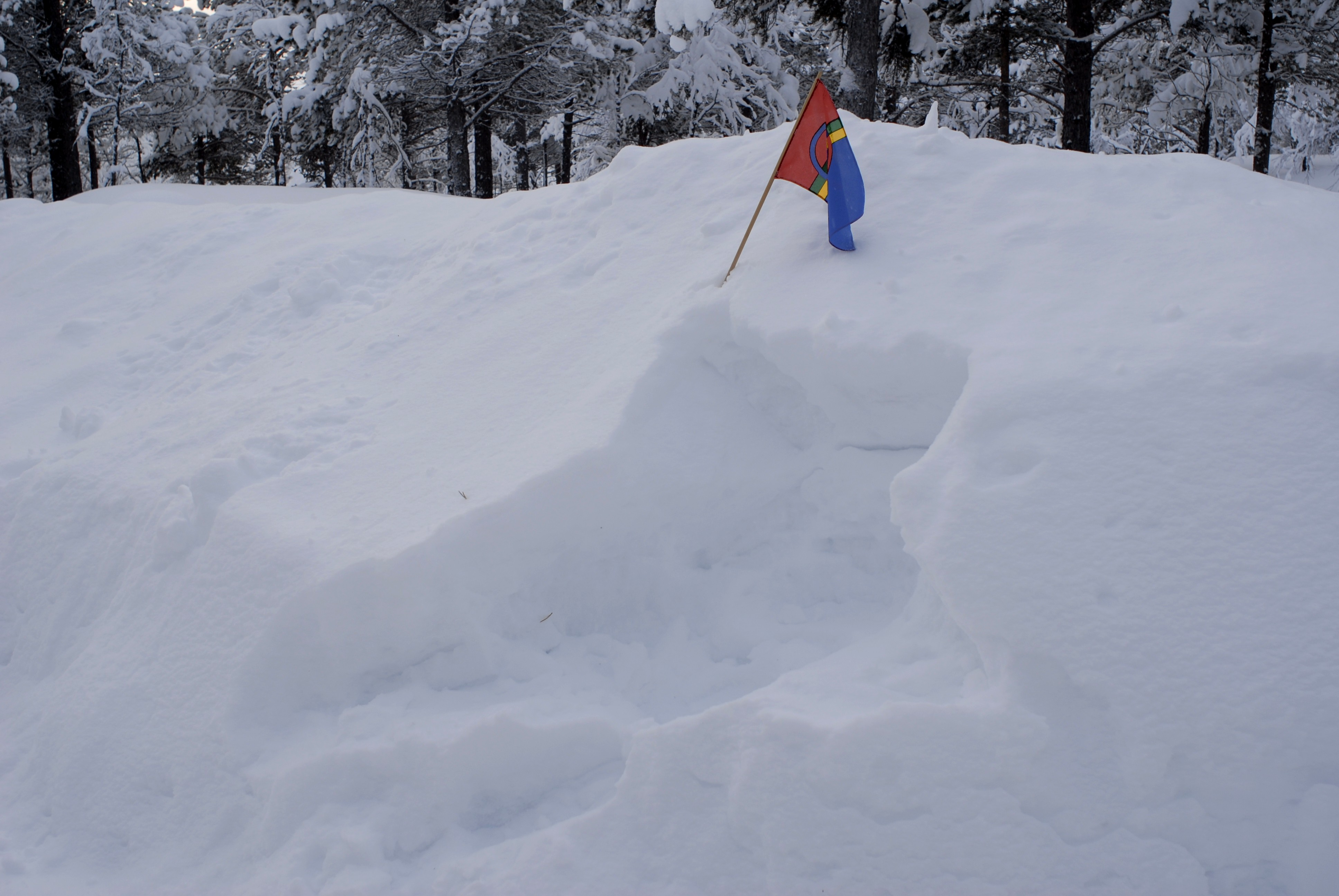
Samernas nationaldag den 6 februari 2011.